# Léonce Cohen

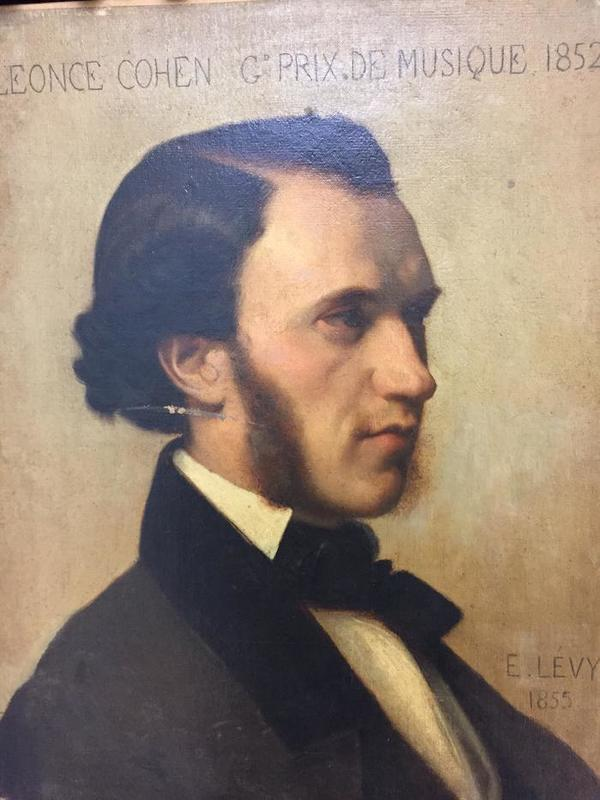

Léonce Cohen (* 12. Februar 1829 in Paris; † 26. Februar 1901 ebenda, nach anderen Angaben 1884) war ein französischer Komponist.

## Leben
Cohen stammte mütterlicherseits aus einer Familie elsässischer Porzellanhändler. Sein Vater erbte nach dem Tode von dessen Schwiegervater ein Porzellangeschäft in der Pariser Rue Bondy und wurde später der erste Direktor des Hôpital Rothschild. Seine Mutter Merline Weil (1805–1875) war die Schwester des Schriftstellers Godcheaux Weil, der unter dem Namen Ben-Lévy bekannt wurde, die Cousine von Adolphe Crémieux und die Großtante von Henri Bergson und Marcel Proust.
Mit dreizehn Jahren begann Cohen eine Ausbildung am Conservatoire de Paris, wo er sich auf das Violinspiel spezialisierte. Daneben besuchte er auch die Orgelklasse von François Benoist und studierte Komposition bei Simon Leborne. Mit der Kantate Le Retour du Virginie nach Auguste Rollet gewann er 1852 den Prix de Rome.
Bereits während seines Studiums war Cohen Violinist am Théâtre-Italien. Während seines mit dem Preis verbundenen Romaufenthalts komponierte er eine Messe solennelle, die den Beifall Fromental Halévys fand. Nach seiner Rückkehr nach Paris 1855 nahm er seine Tätigkeit am Théâtre-Italien wieder auf und wurde außerdem Violinist am Théâtre de Vaudeville. Ab 1875 wirkte er zudem als Bratschist der Société des Concerts du Conservatoire.
1858 wurde seine Operette Mam’zelle Jeanne am Théâtre Bouffes-Parisiennes uraufgeführt. 1866 folgte die Uraufführung der Operette Bettina. 1862 erschien seine dreibändige École du musicien, ou solfège théorique et pratique, avec accompagnement de piano, die er Ambroise Thomas widmete.